# Sama’ Abdulhadi
Sama’ Abdulhadi (arabisch سما عبد الهادي, DMG Samā ʿAbd al-Hādī; * 1990 in Amman, Jordanien) ist die erste bekannte Techno-DJ aus Palästina.

## Leben
Sama’ Abdulhadi wurde in Jordanien geboren und wuchs in Ramallah, Westjordanland, auf. In ihrer Kindheit lernte sie Rock und Blackmusic über ihre Eltern kennen. Zum Studieren zog sie 2008 nach Beirut, Libanon, wo sie die örtliche Techno-Szene entdeckte. Danach studierte sie Audiotechnik und ging 2011 für ein Jahr nach London zum SAE Institute. Ab dieser Zeit wurde sie als DJ und Musikproduzentin unter dem Namen DJ SkyWalker tätig. 2017 zog sie nach Paris. Um diese Zeit begannen unter ihrem Namen Sama’ internationale DJ-Auftritte. Sie spielte beim Dour Festival und den Nuits Sonores sowie das erste Set in Palästina beim Boiler Room. Am 6. Juli 2019 spielte sie eine Essential-Mix-Episode für BBC Radio 1.
Abdulhadi wurde am 27. Dezember 2020 von palästinensischen Sicherheitskräften in einer historischen Stätte nahe Jericho festgenommen, obwohl laut Veranstalter eine Genehmigung für die Veranstaltung vorlag. Als Gründe wurden Entweihung einer Kultstätte und Verstoß gegen Corona-Maßnahmen angegeben.  Nach 8 Tagen wurde sie auf Kaution entlassen.